# Castelner
Castelner település Franciaországban, Landes megyében. Lakosainak száma 120 fő (2022. január 1.). Castelner Bassercles, Peyre, Poudenx, Labeyrie és Saint-Médard községekkel határos.

## Népesség
A település népességének változása:
| Lakosok száma | 95   | 85   | 88   | 128  | 110  | 112  | 107  | 115  | 119  | 120  |
|               | 1968 | 1982 | 1990 | 2006 | 2013 | 2015 | 2017 | 2019 | 2020 | 2022 |